# Mégalodon
Otodus megalodon
Cet article possède un paronyme, voir Megalon.
«  Megalodon » redirige ici. Pour les autres significations, voir Megalodon (homonymie).
Espèce
Synonymes
Le mégalodon (Otodus megalodon), terme signifiant « grande dent », est une espèce éteinte de grands requins lamniformes ayant vécu du début du Miocène (Aquitanien) au début du Pliocène (Plaisancien), il y a entre 23 à 3,6 millions d'années. Il était autrefois considéré comme un membre de la famille des Lamnidae et comme un proche parent du grand requin blanc. Les études plus récentes le classent dans la famille éteinte des Otodontidae, une lignée ayant divergé de celle du grand requin blanc vers le début du Crétacé.
Bien que considéré comme l'un des prédateurs les plus grands et les plus puissants à avoir jamais vécu, le mégalodon n'est connu que par des restes fragmentaires, et son apparence et sa taille maximale demeurent incertaines. Les scientifiques divergent sur son apparence, qui aurait pu rappeler une version plus trapue du grand requin blanc, du requin-baleine, du requin pèlerin ou du requin-taureau. L'estimation la plus récente avec la plus petite marge d'erreur suggère une estimation de longueur maximale allant jusqu'à 20,3 m, bien que les longueurs modales soient estimées à 10,5 m. Les dents du mégalodon sont épaisses et robustes, conçues pour attraper des proies et casser les os, et leurs grandes mâchoires pourraient exercer une force de morsure allant jusqu'à 108 500 à 182 200 newtons.
Le mégalodon a probablement eu un impact majeur sur la structure des communautés marines. Les archives fossiles montrant qu'il avait une répartition cosmopolite. Il ciblait probablement de grandes proies, comme les cétacés, les pinnipèdes et les tortues marines. Les juvéniles habitaient les eaux côtières chaudes et se nourrissaient probablement de poissons et de petites baleines. Contrairement au grand requin blanc, qui attaque ses proies par le dessous mou, le mégalodon aurait probablement utilisé ses puissantes mâchoires pour briser la cage thoracique et percer le cœur et les poumons de sa cible.
L'animal a fait face à la concurrence des grands cétacés prédateurs, tels que Livyatan, d'autres cachalots prédateurs et peut-être des épaulards ancestraux plus petits. Comme le requin préférait les eaux plus chaudes, les chercheurs pensent que le refroidissement océanique associé au début des périodes glaciaires, couplé à l'abaissement du niveau de la mer et à la perte résultante de zones d'alevinages appropriées, peut également avoir contribué à son déclin. Une réduction de la diversité des baleines à fanons et un déplacement de leur distribution vers les régions polaires peuvent avoir réduit la principale source de nourriture du mégalodon. L'extinction du requin coïncide d'ailleurs avec une tendance au gigantisme chez les baleines à fanons.

## Taxonomie

### Histoire préscientifique et premières identifications
Les dents du mégalodon sont connues et utilisées depuis l'Antiquité. Ces derniers constituaient un artefact apprécié parmi les cultures précolombiennes des Amériques en raison de leur grande taille et de leurs lames dentelées, à partir desquelles ils étaient transformés en pointes de projectiles, en couteaux, en bijoux et en accessoires funéraires,. Certaines du moins, comme les sociétés panaméennes de Sitio Conte, semblaient les avoir utilisées principalement à des fins cérémonielles. L'exploitation minière des dents du mégalodon par les peuples Algonquins de la baie de Chesapeake et de leur commerce sélectif avec la culture Adena dans l'actuel Ohio ont eu lieu dès 430 av. J.-C.. Le premier récit écrit concernant les dents du mégalodon est celui de Pline l'Ancien dans un volume datant de 73 apr. J.-C. de la Naturalis Historia, qui les décrivait comme ressemblant à des langues humaines pétrifiées que les folkloristes romains croyaient être tombées du ciel lors d'éclipses lunaires et les désignaient sous le nom de glossopetrae (« pierres de langue » en latin). Plus tard, selon une tradition maltaise datant du XIIe siècle, les prétendues langues appartenaient à des serpents que l'apôtre Paul avait transformés en pierre lors de son naufrage dans cette région, et qui avaient reçu des pouvoirs antivenimeux de la part du saint. Les glossopetrae réapparaissent dans toute l'Europe dans la littérature de la fin du XIIIe siècle au XVIe siècle, où on leur attribue des propriétés bien plus surnaturelles qui guérissaient une plus grande variété de poisons. L'utilisation des dents de mégalodon à cette fin s'est répandue parmi la noblesse médiévale et de la Renaissance, qui les a façonnées en amulettes de protection et en vaisselle pour soi-disant détoxifier les liquides ou les corps empoisonnés qui touchaient les pierres. Au XVIe siècle, les dents étaient directement consommées comme ingrédients des pierres de Goa fabriquées en Europe.
La véritable nature des glossopetrae en tant que dents de requins est reconnue par certains depuis au moins 1554, lorsque le cosmographe André Thevet l'a décrit comme du ouï-dire, même s'il n'y adhérait pas. Le premier argument scientifique en faveur de ce point de vue est avancé par le naturaliste italien Fabio Colonna, qui publie en 1616 une illustration d'une dent de mégalodon maltais aux côtés de celle d'un grand requin blanc et note leurs similitudes frappantes. Il soutient que les glossopetrae n'étaient pas des langues de serpent pétrifiées mais en réalité des dents de requins similaires échoués sur les rivages. Colonna soutient cette thèse par une expérience de combustion d'échantillons de glossopetrae, à partir desquels il observa des résidus de carbone qu'il interprète comme prouvant une origine organique. Cependant, l'interprétation des pierres comme étant des dents de requins fut majoritairement rejetée, cela s'expliquant en partie par l'incapacité de déterminer comment certains d'entre eux furent trouvés loin des régions maritimes. L'argument de la dent de requin est de nouveau soulevé sur le plan académique lors de la fin du XVIIe siècle par les scientifiques anglais Robert Hooke, John Ray et le naturaliste danois Nicolas Sténon. L'argument de Sténon en particulier est surtout reconnu comme déduit de sa dissection de la tête d'un grand requin blanc capturé en 1666. Son rapport de 1667 décrivait des gravures d'une tête de requin et de dents de mégalodon qui sont devenues particulièrement emblématiques. Cependant, la tête illustrée n'était pas réellement celle que Sténon avait disséquée, et les dents fossiles n'étaient pas non plus illustrées par lui. Les deux gravures ont été commandées à l'origine dans les années 1590 par le médecin papal Michele Mercati, qui possédait également la tête d'un grand requin blanc, pour son livre intitulé Metallotheca. L'ouvrage est resté inédit à l'époque de Sténon en raison de la mort prématurée de Mercati, et le premier a réutilisé les deux illustrations selon la suggestion de Carlo Roberto Dati, qui pensait qu'une représentation du requin disséqué ne conviendrait pas aux lecteurs. Sténon s'est également démarqué en étant le pionnier d'une explication stratigraphique de la façon dont des pierres similaires sont apparues plus à l'intérieur des terres. Il observa que les couches rocheuses portant des dents de mégalodon contenaient des sédiments marins et a émis l'hypothèse que ces couches étaient corrélées à une période d'inondation qui a ensuite été recouverte par des couches terrestres et soulevée par l'activité géologique.

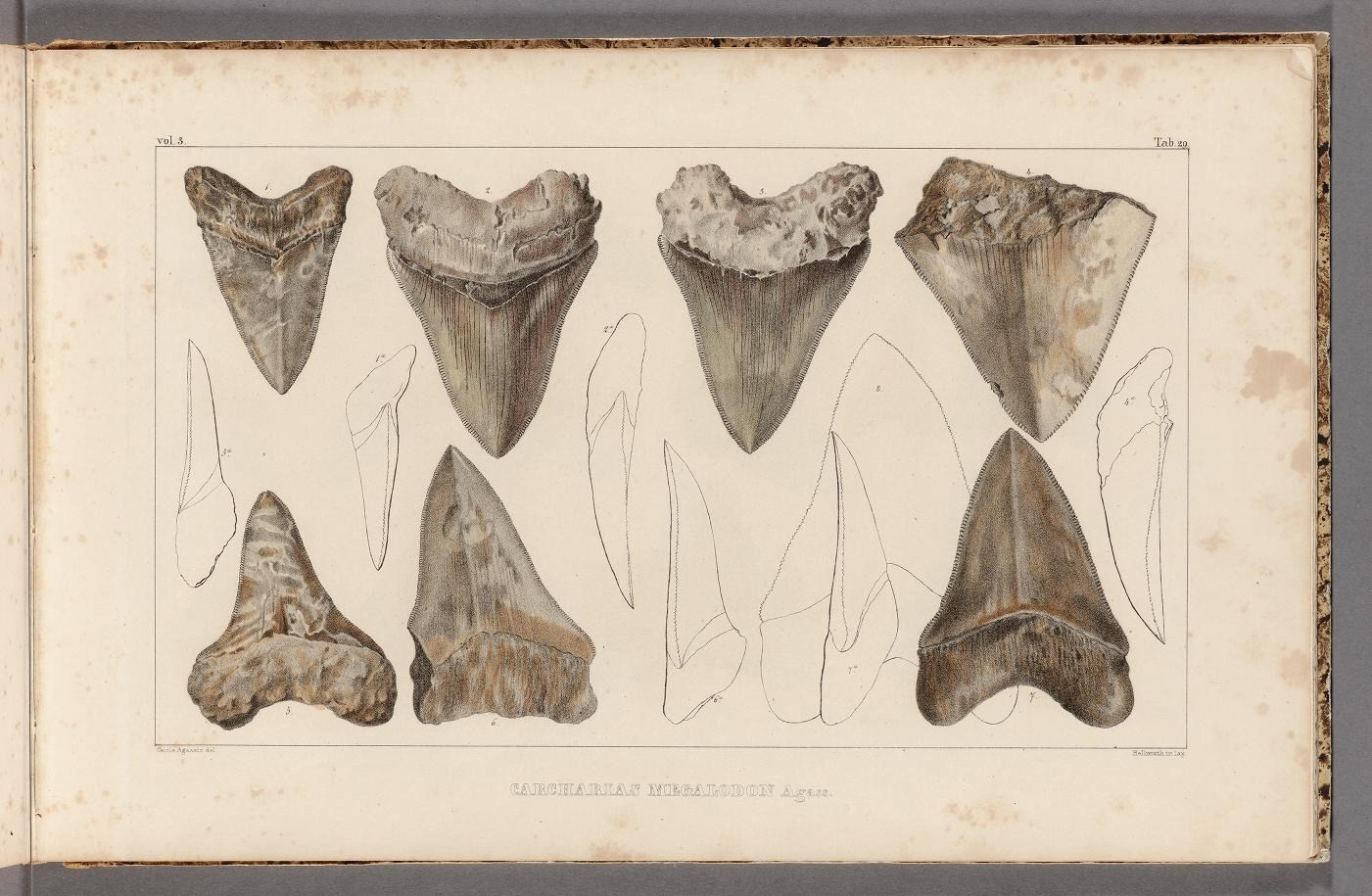
Dent holotype d'O. megalodon (Fig. 2-3), catalogué TE-PLI 18, tel que présenté dans l'ouvrage d'Agassiz publiée en 1835.

Le naturaliste suisse Louis Agassiz donne son nom scientifique au mégalodon dans son ouvrage intitulée Recherches sur les poissons fossiles, dont les volumes furent publiée de 1833 jusqu'en 1843. Il le nomme Carcharias megalodon dans une illustration de 1835 de l'holotype et des dents supplémentaires, congénère du requin-taureau actuel,. L'épithète spécifique est un mot-valise des mots en grecs anciens μεγάλος / megálos, « grand » et ὀδών / odṓn, « dent »,, le tout signifiant « grosse dent ». Agassiz fait référence au nom dès 1832, mais comme les spécimens n'ont pas été référés, ils ne constituent pas des utilisations taxonomiquement reconnues. La description officielle de l'espèce est publiée dans le troisième volume en 1843, dans lequel Agassiz déplace le taxon dans le genre Carcharodon, renommé pour le coup Carcharodon megalodon. Agassiz choisit cette attribution car il considérait que les dents étaient trop grandes pour être attribuées au premier genre nommé, ressemblant davantage à celles du grand requin blanc. Il identifia également par erreur plusieurs dents de mégalodon comme appartenant à des espèces supplémentaires du genre Carcharodon, finalement nommées C. rectidens, C. subauriculatus, C. productus et C. polygurus,. En raison du fait que C. megalodon apparait pour la première fois dans l'illustration publiée en 1835, les noms restants sont considérés comme des synonymes plus récents selon le principe de priorité,.

### Classification et évolution

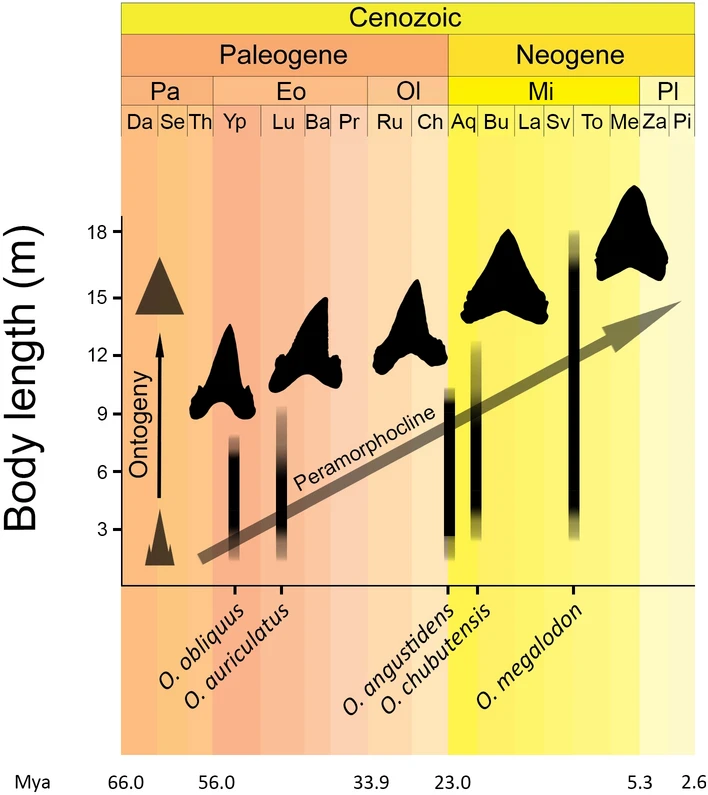
Diagramme montrant l'évolution chronospécifique du mégalodon.

Alors que les plus anciens fossiles connus du mégalodon sont signalés dans les archives datant de la fin de l'Oligocène, c'est-à-dire il y a environ 28 millions d'années,, il y a un désaccord quant à la réelle date selon laquelle le taxon serait apparu, avec des propositions allant jusqu'à il y a 16 millions d'années. Il fut admis que le mégalodon s'est éteint durant la fin du Pliocène,, les affirmations concernant des dents de mégalodon du Pléistocène, âgées de moins de 2,6 millions d'années, étant considérées comme peu fiables. Une évaluation publiée en 2019 déplace la date d'extinction plus tôt dans le Pliocène, vers 3,6 millions d'années.
Le mégalodon est considéré comme un membre de la famille des Otodontidae, classé dans le genre type Otodus, par opposition à sa classification précédente dans les Lamnidae, au sein du genre Carcharodon,,,. La classification du mégalodon dans le genre Carcharodon était due à une similitude dentaire avec le grand requin blanc, mais la plupart des auteurs pensent que cela est dû à une évolution convergente. Dans ce modèle, le grand requin blanc est plus étroitement lié au requin mako géant qu'au mégalodon, comme en témoigne la dentition plus similaire chez ces deux requins, les dents du mégalodon ayant des dentelures beaucoup plus fines que ceux de ce dernier. Le grand requin blanc est plus étroitement apparenté au genre Isurus, ces deux partageant un ancêtre commun remontant vers environ 4 millions d'années,. Les adhérents quant à la première hypothèse selon laquelle le mégalodon et le grand requin blanc seraient plus étroitement liés soutiennent que les différences dentaires entre les deux seraient infimes et peu distinguables.
Le genre Carcharocles contient quatre espèces : C. auriculatus, C. angustidens (en), C. chubutensis et C. megalodon. L'évolution de cette lignée se caractérise par l'augmentation des dentelures, l'élargissement de la couronne, le développement d'une forme plus triangulaire de la dent et la disparition des cuspides latérales. L'évolution de la morphologie des dents reflète un changement dans les tactiques de prédation, passant d'une morsure déchirante à une morsure coupante, reflétant probablement un changement dans le choix des proies, passant des poissons aux cétacés. Les mini-cuspides latéraux ont finalement été perdus au cours d'un processus progressif qui dura environ 12 millions d'années au cours de la transition entre C. chubutensis et C. megalodon. Le genre Carcharocles fut initialement proposé par D. S. Jordan et H. Hannibal en 1923 pour inclure C. auriculatus. C'est cependant dans les années 1980 que le mégalodon commence à être attribué à Carcharocles,. Avant cela, en 1960, le genre Procarcharodon avait été érigé par l'ichtyologue belge Edgard Casier (d), qui incluait ces quatre espèces et furent considérées comme étant distincts du grand requin blanc. Ce genre est depuis considéré comme un synonyme plus récent de Carcharocles. Le genre Palaeocarcharodon (en) a été érigé aux côtés de Procarcharodon afin de représenter le début de la lignée et, dans le modèle où le mégalodon et le grand requin blanc seraient étroitement liés, leur dernier ancêtre commun. Les auteurs rejetant ce modèle pensent qu'il s'agit d'une impasse évolutive et sans rapport avec les requins du genre Carcharocles.

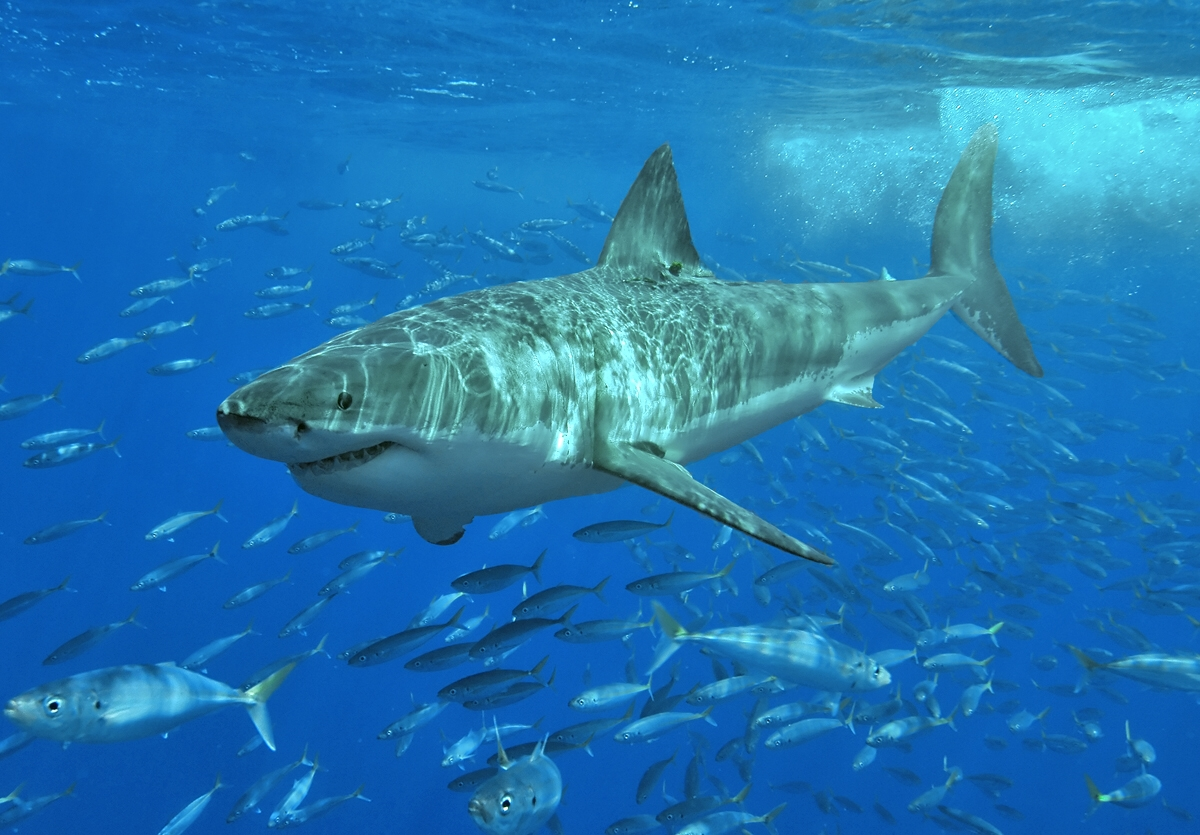
Le grand requin blanc et le mégalodon furent auparavant considérés comme de proches parents,.

Un autre modèle de l'évolution de ce genre, également proposé par Casier en 1960, est que l'ancêtre direct de la lignée Carcharocles est le requin Otodus obliquus, qui a vécu du Paléocène au Miocène, il y a entre 60 et 13 millions d'années. Le genre Otodus est finalement dérivé de Cretalamna, un requin datant du Crétacé,. Selon ce modèle, O. obliquus a évolué en O. aksuaticus, qui a évolué en C. auriculatus, puis en C. angustidens, puis en C. chubutensis, et enfin en C. megalodon.
Un autre modèle de l'évolution de Carcharocles, proposé en 2001 par Michael J. Benton, est que les trois autres espèces sont en réalité un unique espèce de requin qui a progressivement changé au fil du temps entre le Paléocène et le Pliocène, ce qui en ferait une chrono-espèce,,. Certains auteurs suggèrent que C. auriculatus, C. angustidens et C. chubutensis devraient être classés comme une seule espèce du genre Otodus, laissant C. megalodon le seul représentant de Carcharocles.
Le genre Carcharocles pourrait être invalide et le requin pourrait en fait appartenir au genre Otodus, étant alors renommé O. megalodon. Une étude publiée en 1974 sur les requins du Paléogène réalisée par Henri Cappetta érigea le sous-genre Megaselachus, classant le requin comme Otodus (Megaselachus) megalodon, avec O. (M.) chubutensis. Une revue publiée en 2006 concernant les poissons cartilagineux éleva Megaselachus au rang de genre et classa les requins sous les noms de Megaselachus megalodon et M. chubutensis. La découverte de fossiles attribués au genre Megalolamna en 2016 conduisit à une réévaluation d'Otodus, qui en a conclu qu'il est paraphylétique, c'est-à-dire une ligné constituée d'un dernier ancêtre commun mais n'incluant pas tous ses descendants. L'inclusion des requins du genre Carcharocles dans Otodus le rendrait monophylétique, son taxon frère étant Megalolamna.
Le cladogramme ci-dessous représente les relations hypothétiques entre le mégalodon et d'autres requins lamniformes, incluant le grand requin blanc. Il est basé d'après les travaux de Shimada et al. (2016), Ehret et al. (2009), et les trouvailles de Siversson et al. (2015) :
|  | Cretalamna appendiculata |
|  |                          |
|  | Cretalamna aschersoni    |
|  |                          |

|  | Megalolamna paradoxodon                                              |
|  |                                                                      |
|  | \| \| Otodus obliquus \| \| \| \| \| \| Otodus megalodon \| \| \| \| |
|  |                                                                      |
|  | Otodus obliquus                                                      |
|  |                                                                      |
|  | Otodus megalodon                                                     |
|  |                                                                      |

|  | Otodus obliquus  |
|  |                  |
|  | Otodus megalodon |
|  |                  |

|  | Cretalamna appendiculata |
|  |                          |
|  | Cretalamna aschersoni    |
|  |                          |

|  | Megalolamna paradoxodon                                              |
|  |                                                                      |
|  | \| \| Otodus obliquus \| \| \| \| \| \| Otodus megalodon \| \| \| \| |
|  |                                                                      |
|  | Otodus obliquus                                                      |
|  |                                                                      |
|  | Otodus megalodon                                                     |
|  |                                                                      |

|  | Otodus obliquus  |
|  |                  |
|  | Otodus megalodon |
|  |                  |

|  | Cretalamna appendiculata |
|  |                          |
|  | Cretalamna aschersoni    |
|  |                          |

|  | Megalolamna paradoxodon                                              |
|  |                                                                      |
|  | \| \| Otodus obliquus \| \| \| \| \| \| Otodus megalodon \| \| \| \| |
|  |                                                                      |
|  | Otodus obliquus                                                      |
|  |                                                                      |
|  | Otodus megalodon                                                     |
|  |                                                                      |

|  | Otodus obliquus  |
|  |                  |
|  | Otodus megalodon |
|  |                  |

|  | Cretalamna appendiculata |
|  |                          |
|  | Cretalamna aschersoni    |
|  |                          |

|  | Megalolamna paradoxodon                                              |
|  |                                                                      |
|  | \| \| Otodus obliquus \| \| \| \| \| \| Otodus megalodon \| \| \| \| |
|  |                                                                      |
|  | Otodus obliquus                                                      |
|  |                                                                      |
|  | Otodus megalodon                                                     |
|  |                                                                      |

|  | Otodus obliquus  |
|  |                  |
|  | Otodus megalodon |
|  |                  |

|  | Isurus oxyrinchus      |
|  |                        |
|  | Carcharodon carcharias |
|  |                        |

|  | Cretalamna appendiculata |
|  |                          |
|  | Cretalamna aschersoni    |
|  |                          |

|  | Megalolamna paradoxodon                                              |
|  |                                                                      |
|  | \| \| Otodus obliquus \| \| \| \| \| \| Otodus megalodon \| \| \| \| |
|  |                                                                      |
|  | Otodus obliquus                                                      |
|  |                                                                      |
|  | Otodus megalodon                                                     |
|  |                                                                      |

|  | Otodus obliquus  |
|  |                  |
|  | Otodus megalodon |
|  |                  |

|  | Cretalamna appendiculata |
|  |                          |
|  | Cretalamna aschersoni    |
|  |                          |

|  | Megalolamna paradoxodon                                              |
|  |                                                                      |
|  | \| \| Otodus obliquus \| \| \| \| \| \| Otodus megalodon \| \| \| \| |
|  |                                                                      |
|  | Otodus obliquus                                                      |
|  |                                                                      |
|  | Otodus megalodon                                                     |
|  |                                                                      |

|  | Otodus obliquus  |
|  |                  |
|  | Otodus megalodon |
|  |                  |

|  | Cretalamna appendiculata |
|  |                          |
|  | Cretalamna aschersoni    |
|  |                          |

|  | Megalolamna paradoxodon                                              |
|  |                                                                      |
|  | \| \| Otodus obliquus \| \| \| \| \| \| Otodus megalodon \| \| \| \| |
|  |                                                                      |
|  | Otodus obliquus                                                      |
|  |                                                                      |
|  | Otodus megalodon                                                     |
|  |                                                                      |

|  | Otodus obliquus  |
|  |                  |
|  | Otodus megalodon |
|  |                  |

|  | Cretalamna appendiculata |
|  |                          |
|  | Cretalamna aschersoni    |
|  |                          |

|  | Megalolamna paradoxodon                                              |
|  |                                                                      |
|  | \| \| Otodus obliquus \| \| \| \| \| \| Otodus megalodon \| \| \| \| |
|  |                                                                      |
|  | Otodus obliquus                                                      |
|  |                                                                      |
|  | Otodus megalodon                                                     |
|  |                                                                      |

|  | Otodus obliquus  |
|  |                  |
|  | Otodus megalodon |
|  |                  |

|  | Isurus oxyrinchus      |
|  |                        |
|  | Carcharodon carcharias |
|  |                        |

|  | Cretalamna appendiculata |
|  |                          |
|  | Cretalamna aschersoni    |
|  |                          |

|  | Megalolamna paradoxodon                                              |
|  |                                                                      |
|  | \| \| Otodus obliquus \| \| \| \| \| \| Otodus megalodon \| \| \| \| |
|  |                                                                      |
|  | Otodus obliquus                                                      |
|  |                                                                      |
|  | Otodus megalodon                                                     |
|  |                                                                      |

|  | Otodus obliquus  |
|  |                  |
|  | Otodus megalodon |
|  |                  |

|  | Cretalamna appendiculata |
|  |                          |
|  | Cretalamna aschersoni    |
|  |                          |

|  | Megalolamna paradoxodon                                              |
|  |                                                                      |
|  | \| \| Otodus obliquus \| \| \| \| \| \| Otodus megalodon \| \| \| \| |
|  |                                                                      |
|  | Otodus obliquus                                                      |
|  |                                                                      |
|  | Otodus megalodon                                                     |
|  |                                                                      |

|  | Otodus obliquus  |
|  |                  |
|  | Otodus megalodon |
|  |                  |

|  | Cretalamna appendiculata |
|  |                          |
|  | Cretalamna aschersoni    |
|  |                          |

|  | Megalolamna paradoxodon                                              |
|  |                                                                      |
|  | \| \| Otodus obliquus \| \| \| \| \| \| Otodus megalodon \| \| \| \| |
|  |                                                                      |
|  | Otodus obliquus                                                      |
|  |                                                                      |
|  | Otodus megalodon                                                     |
|  |                                                                      |

|  | Otodus obliquus  |
|  |                  |
|  | Otodus megalodon |
|  |                  |

|  | Cretalamna appendiculata |
|  |                          |
|  | Cretalamna aschersoni    |
|  |                          |

|  | Megalolamna paradoxodon                                              |
|  |                                                                      |
|  | \| \| Otodus obliquus \| \| \| \| \| \| Otodus megalodon \| \| \| \| |
|  |                                                                      |
|  | Otodus obliquus                                                      |
|  |                                                                      |
|  | Otodus megalodon                                                     |
|  |                                                                      |

|  | Otodus obliquus  |
|  |                  |
|  | Otodus megalodon |
|  |                  |

|  | Isurus oxyrinchus      |
|  |                        |
|  | Carcharodon carcharias |
|  |                        |

|  | Cretalamna appendiculata |
|  |                          |
|  | Cretalamna aschersoni    |
|  |                          |

|  | Megalolamna paradoxodon                                              |
|  |                                                                      |
|  | \| \| Otodus obliquus \| \| \| \| \| \| Otodus megalodon \| \| \| \| |
|  |                                                                      |
|  | Otodus obliquus                                                      |
|  |                                                                      |
|  | Otodus megalodon                                                     |
|  |                                                                      |

|  | Otodus obliquus  |
|  |                  |
|  | Otodus megalodon |
|  |                  |

|  | Cretalamna appendiculata |
|  |                          |
|  | Cretalamna aschersoni    |
|  |                          |

|  | Megalolamna paradoxodon                                              |
|  |                                                                      |
|  | \| \| Otodus obliquus \| \| \| \| \| \| Otodus megalodon \| \| \| \| |
|  |                                                                      |
|  | Otodus obliquus                                                      |
|  |                                                                      |
|  | Otodus megalodon                                                     |
|  |                                                                      |

|  | Otodus obliquus  |
|  |                  |
|  | Otodus megalodon |
|  |                  |

|  | Cretalamna appendiculata |
|  |                          |
|  | Cretalamna aschersoni    |
|  |                          |

|  | Megalolamna paradoxodon                                              |
|  |                                                                      |
|  | \| \| Otodus obliquus \| \| \| \| \| \| Otodus megalodon \| \| \| \| |
|  |                                                                      |
|  | Otodus obliquus                                                      |
|  |                                                                      |
|  | Otodus megalodon                                                     |
|  |                                                                      |

|  | Otodus obliquus  |
|  |                  |
|  | Otodus megalodon |
|  |                  |

|  | Cretalamna appendiculata |
|  |                          |
|  | Cretalamna aschersoni    |
|  |                          |

|  | Megalolamna paradoxodon                                              |
|  |                                                                      |
|  | \| \| Otodus obliquus \| \| \| \| \| \| Otodus megalodon \| \| \| \| |
|  |                                                                      |
|  | Otodus obliquus                                                      |
|  |                                                                      |
|  | Otodus megalodon                                                     |
|  |                                                                      |

|  | Otodus obliquus  |
|  |                  |
|  | Otodus megalodon |
|  |                  |

|  | Isurus oxyrinchus      |
|  |                        |
|  | Carcharodon carcharias |
|  |                        |

## Fossiles
L'anatomie des fossiles suggère que le Mégalodon serait une version géante et un proche parent soit du grand requin blanc, soit du requin pèlerin ou du requin-taureau. Considéré comme l'un des prédateurs marins les plus grands à avoir existé, la taille de ses dents et de ses vertèbres suggèrent qu'il a pu atteindre une longueur de 14,2 à 24,3 mètres, avec une taille moyenne de 10,5 mètres,,. Le Mégalodon est surtout connu par ses dents, car chez les requins, elles se fossilisent beaucoup mieux que leur squelette cartilagineux dont seules quelques vertèbres ont été trouvées ; et comme les requins sont polyphiodontes, leurs dents tombent et se renouvellent tout au long de leur vie : on en retrouve donc beaucoup plus. C'est l'un des plus grands poissons ayant vécu, avec le requin-baleine et le Leedsichthys, mais ceux-ci étant planctonophages, cela laisse au Mégalodon le titre de plus grand poisson prédateur de l'histoire naturelle.

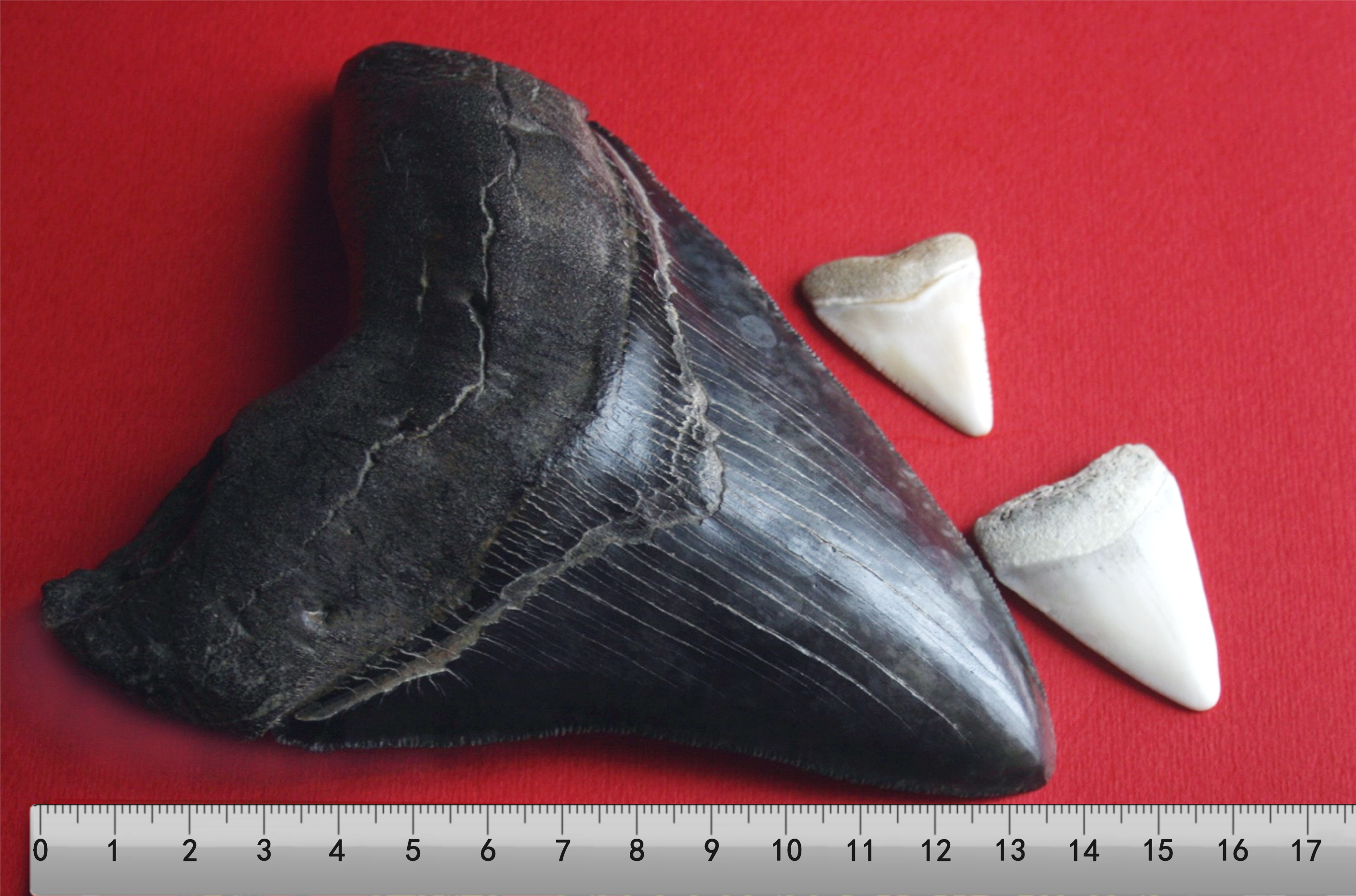
Dent fossile de mégalodon comparée avec deux dents de Grand requin blanc.

En se basant sur les mâchoires de requins actuels, celles du Mégalodon, épaisses et robustes, capables de saisir les proies et briser les os, pouvaient exercer une force de morsure allant de 108 500 à 182 200 newtons, soit environ 11-18,5 tonnes-force. Une équipe de paléontologues australiens dirigée par le docteur Stephen Wroe, s'est livrée à des simulations sur ordinateur pour évaluer comparativement la puissance maxillaire exercée par le grand requin blanc et son cousin fossile le Mégalodon. Là où Carcharodon carcharias possède une morsure estimée à 2 tonnes/cm2 de pression, celle du Mégalodon aurait été 6 à 10 fois supérieure, soit entre 11 et 18,5 tonnes/cm2 de pression, suffisant pour arracher une nageoire ou broyer la cage thoracique d'une baleine de taille moyenne. C'est l'une des plus puissantes morsures du règne animal. De nos jours, la plus puissante morsure du règne animal appartient au crocodile marin, suivi par les alligators et le grand requin blanc,. Celle des orques n'ayant pas encore été calculée ni mesurée.
La répartition des fossiles indique qu'il avait une répartition cosmopolite. Il ciblait probablement de grandes proies, telles que les baleines, les phoques et les tortues de mer, mais l'ouverture de sa mâchoire lui permettait aussi d'engloutir des bancs de poissons. Comme chez ses cousins actuels, il est probable que les juvéniles habitaient les eaux côtières peu profondes où ils se nourrissaient de poissons ou de jeunes pinnipèdes. Le Mégalodon a subi la concurrence de cétacés carnivores se nourrissant de jeunes ou petites baleines, tels que Livyatan, Hoplocetus et d'autres cachalots, qui ont vécu jusqu'au Pliocène. Des orques ancestrales telles qu'Orcinus citoniensis, apparues au milieu du Pliocène, ont également été citées comme concurrentes du requin, bien qu'elles soient plus petites que les orques contemporaines. Cette concurrence a pu aboutir soit à la diminution de taille de l'espèce, qui survivrait aujourd'hui sous la forme Carcharodon carcharias ou Cetorhinus maximus ou encore Carcharias taurus, soit à son extinction sans descendance dans une impasse évolutive, qui pourrait être le refroidissement océanique des périodes glaciaires, provoquant l'abaissement du niveau de la mer et la perte des zones de reproduction adaptées. Une réduction de la diversité des baleines à fanons et un déplacement de leur répartition vers les régions polaires pourraient aussi avoir privé l'espèce de l'une de ses sources de nourriture. Quoi qu'il en soit, la fin du Mégalodon a profité à d'autres animaux : par exemple, la taille des baleines a considérablement augmenté après la disparition de ce grand prédateur.

## Description

Comparaison entre la taille du Mégalodon, du grand requin blanc et d'un humain.

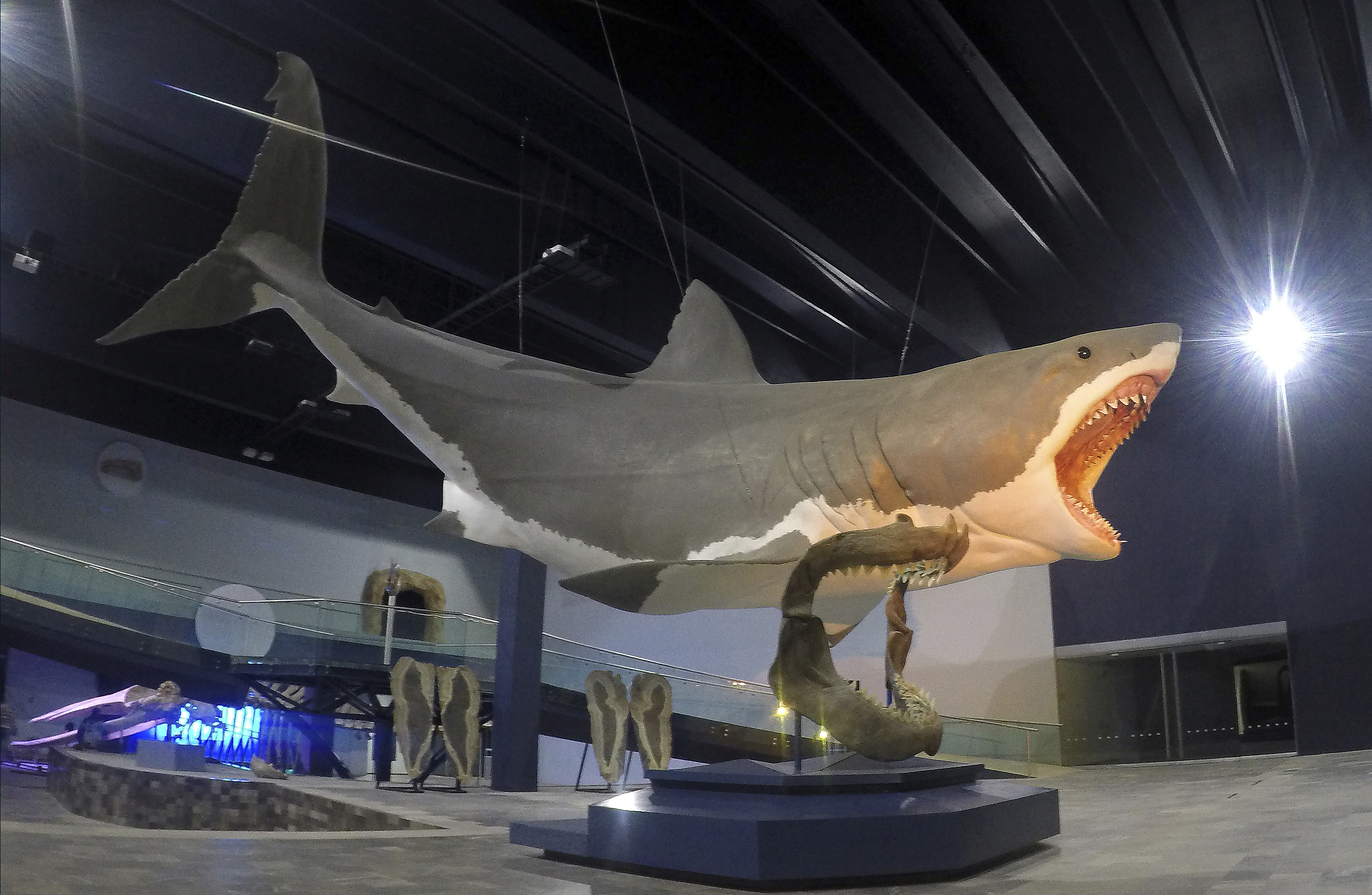
Reconstitution à l'échelle d'un Mégalodon au Musée de l'évolution de Puebla au Mexique.

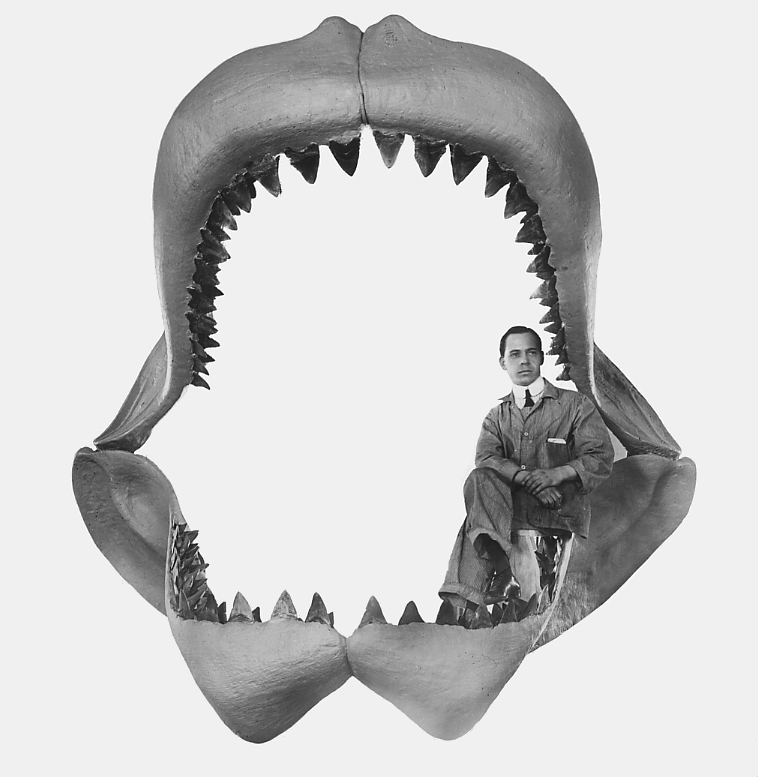
Mâchoire reconstituée d'un Mégalodon adulte.

Le Mégalodon est, comme les requins modernes, un poisson cartilagineux, c'est-à-dire dont le squelette est constitué de cartilage et non pas d'os, ce qui explique pourquoi peu de restes squelettiques fossilisés ont été retrouvés. Cependant, les grandes dents du Mégalodon ont traversé les âges et s'avèrent similaires en de nombreux points à celles du grand requin blanc. Elles mesuraient jusqu'à 19 centimètres pour les plus longues et étaient plus larges qu'une main humaine. La structure et la morphologie de ces dents, très semblables à celles du Grand requin blanc actuel, a suggéré que ce dernier pourrait être un « Mégalodon rétréci », mais il est aussi possible que les similarités dentaires soient le fruit d'une évolution convergente entre des espèces ne descendant pas l'une de l'autre. Néanmoins, selon les règles de l'anatomie comparée, c'est bien l'extrapolation au Mégalodon des dimensions des dents des requins modernes, qui a permis d'évaluer la taille de ce prédateur.
La 1re reconstitution de mâchoire de Mégalodon fut réalisée par le professeur Dean Bashford au Muséum américain d'histoire naturelle en 1909 : pour des dents de 12 cm, il fit monter une mâchoire de 2,70 m de hauteur et de 1,80 m de largeur pour un requin censé mesurer 24 mètres, évaluation fondée sur une mauvaise connaissance du ratio entre les dents et la longueur du corps. Dans les années 1980 et début 1990, plusieurs scientifiques ont ramené la taille du Mégalodon à environ 12 mètres de long. En 1991, le prothésiste dentaire et paléontologue Daniel Pouit réalise une autre reconstitution pour le Bioparc de Doué-la-Fontaine à partir de dents des faluns (sables coquilliers) d'Anjou-Touraine du Miocène moyen et supérieur. La plus grande dent des faluns d'Anjou mesure 16 cm dans sa hauteur (dent antérieure de la mâchoire supérieure) et la mâchoire reconstituée fait 1,80 m d'ouverture buccale avec 150 dents pour 3 rangées de dents fonctionnelles. En 1996, le paléontologue Michael Gottfried de l'Université du Michigan, en se basant sur une dent antérieure de la mâchoire supérieure de 16,5 cm, estime la longueur du Mégalodon ayant perdu cette dent à 15,90 mètres. Michael Gottfried a par ailleurs hypothétiquement estimé, en se basant sur les plus grands individus de requins blancs actuels, que les plus grands Mégalodons ont pu atteindre 20,2 mètres.
L'aspect massif des dents du mégalodon et la forme de toute la denture disponible, des dents de la mâchoire supérieure aux plus petites latérales, ainsi que l'étude des rares vertèbres retrouvées, ont permis de reconstituer plus précisément la silhouette de l'animal, plus trapu en proportion que le grand requin blanc, et pesant près de 50 tonnes pour un animal de 15 mètres. Son corps était plus musclé, ses mâchoires étaient plus larges à cause de l'absence des deux dents latérales légèrement atrophiées que le requin blanc possède. Son museau était plus court, ses nageoires pectorales plus développées. Son nombre de vertèbres aurait aussi été plus élevé. Le Mégalodon aurait donc eu l'allure d'un Carcharodon carcharias « bodybuildé » pour un poids compris entre 40 et 60 tonnes, largement supérieur aux dimensions des plus grands cachalots et reptiles marins connus du Mésozoïque (à l'exception peut être des plus grands ichtyosaures).
Le collectionneur Vito Bertucci, ayant étudié les dents de requins fossiles, avait retrouvé en 2002 une dent latérale de plus de 18 cm, les plus grandes dents étant celles sur la mâchoire supérieure. Bertucci était d'ailleurs à l'origine de la plus grande reconstruction de mâchoire au monde ; mesurant 3 m de hauteur et 3,30 m de large, avec 182 dents, dont les plus grandes dépassaient 18 cm. Le spécimen qui aurait porté cette mâchoire était estimé avoir mesuré plus de 22 mètres, mais la plupart des scientifiques considèrent de telles évaluations comme surestimées (phénomène qui affecte tous les fossiles de grande taille).
En 2025, une nouvelle étude, dont les travaux se basent sur les vertèbres fossilisées de l'espèce, a suggéré que la morphologie du mégalodon se rapprochait davantage de celle du requin citron que celle du grand requin blanc. Ce dernier aurait donc eu un corps beaucoup plus fin et élancé que trapu, et aurait atteint des longueurs beaucoup plus importantes que ce que suggéraient les précédentes études (dont le principal élément d'estimation était la taille des dents par rapport à celle du corps, en prenant comme exemple moderne Carcharodon carcharias). Ces nouvelles estimations donnent jusqu'à 24,3 mètres pour les plus grands individus, pour une masse comprise entre 84 et 105 tonnes. Dès lors, Mégalodon constituerait la plus grande espèce de poisson connue de l'histoire.

## Répartition géographique

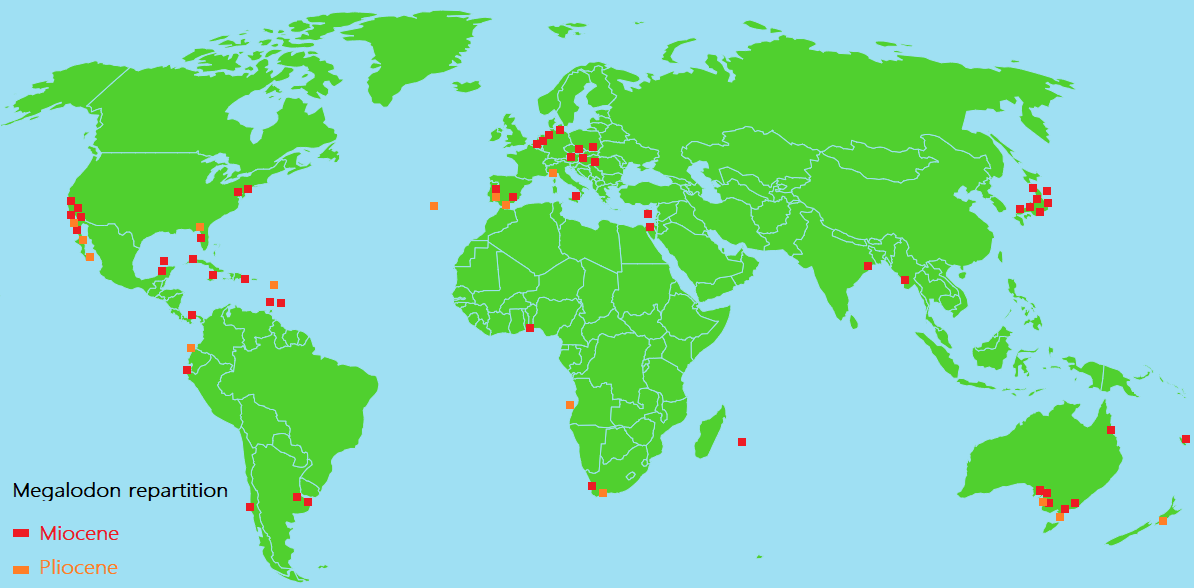
Répartition des fossiles de Mégalodon.
Miocène
Pliocène

Des dents de Mégalodon ont été retrouvées dans les quatre coins du monde (Europe, Asie de l'Est, Amérique, Caraïbes et dans l'Océanie), ce qui indique, comme certains requins actuels, qu'il devait avoir une répartition cosmopolite.

## Extinction

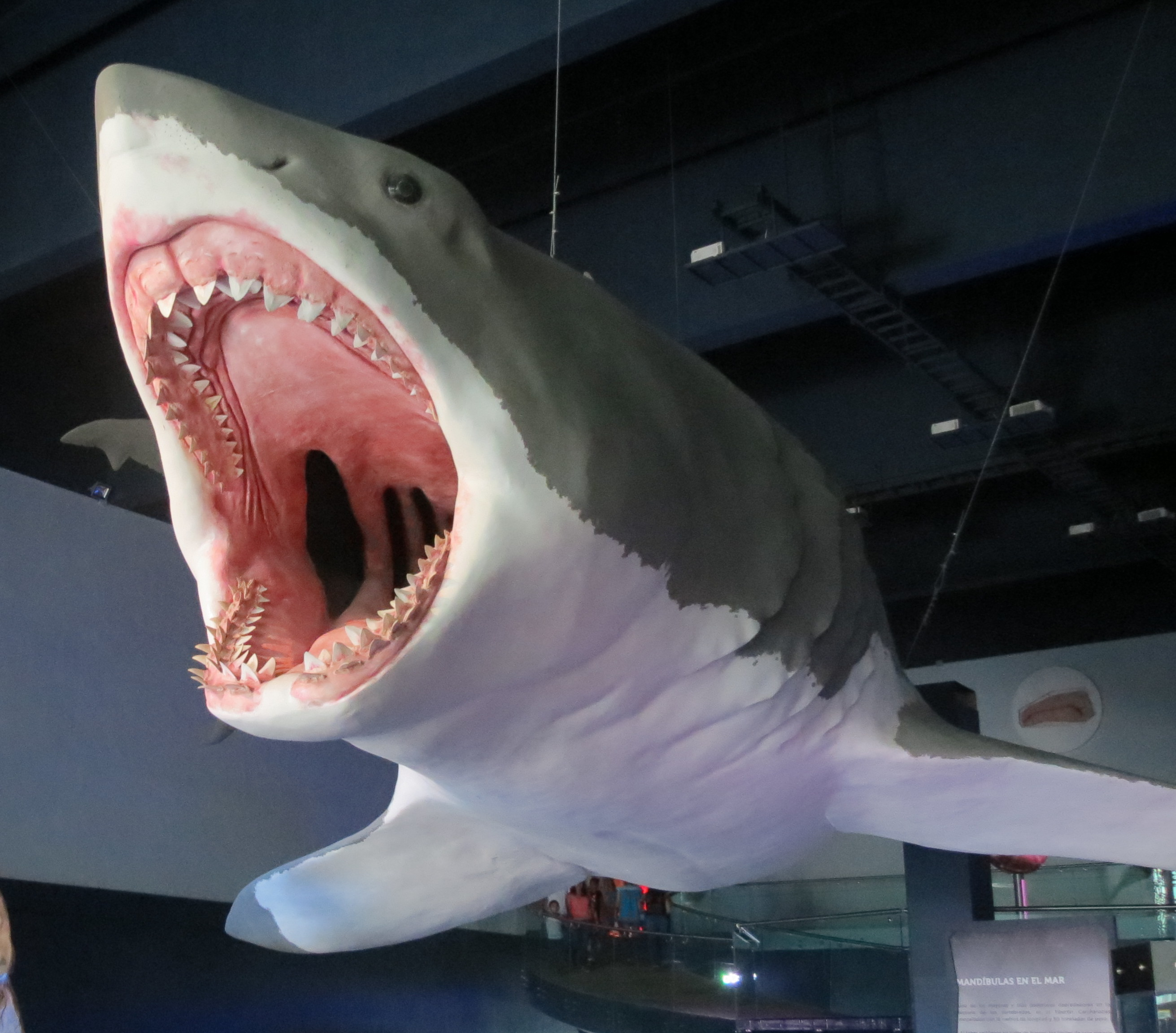
Mâchoire d'une reconstitution de Mégalodon au Musée de l'évolution de Puebla au Mexique.

On ignore les causes de son extinction, mais son temps d'existence, Miocène et Pliocène, correspond en grande partie à celui du pélagornis, oiseau marin de 7 mètres d'envergure, et on peut supposer que leur disparition est peut-être liée et due à la raréfaction de leurs proies, notamment des poissons de grande taille, elle-même liée au refroidissement du climat durant le Pliocène. En effet, n'importe quelle perturbation prolongée du réseau trophique est à même d'éradiquer des prédateurs ayant de tels besoins métaboliques.
Si l'on suppose qu'il se nourrissait principalement de dugongs et cétacés, on peut penser que le Otodus (Megaselachus) megalodon s'est éteint lorsque les mers polaires, devenues trop froides pour ces requins à métabolisme élevé, sont devenues un refuge pour leurs proies de prédilection, les mammifères marins à sang chaud. L'émergence de grands cétacés prédateurs chassant en groupe tels que l'orque a-t-elle contribué à l'extinction du Mégalodon ? On l'ignore, mais ces espèces pouvant vivre en eau glaciale ont pu profiter de la raréfaction du grand requin.
En 2023, une autre théorie implique le fait que le Mégalodon était endotherme : le refroidissement climatique de la Terre au Pliocène a pu entraîner son extinction,,.
En tout cas, le « règne » du grand requin n'a pas empêché l'apparition de cétacés carnivores comme les orques, ni la disparition d'autres bien avant l'extinction du Mégalodon. Il est possible que ce soient d'autres requins plus petits et mieux adaptés à la chasse aux proies plus modestes, mais plus nombreuses (pinnipèdes, poissons pélagiques) qui ont concurrencé le Mégalodon, trop grand et trop spécialisé dans la chasse aux grands cétacés qu'il ne pouvait plus suivre aux pôles, et dont les frayères étaient désormais émergées.

## Culture populaire

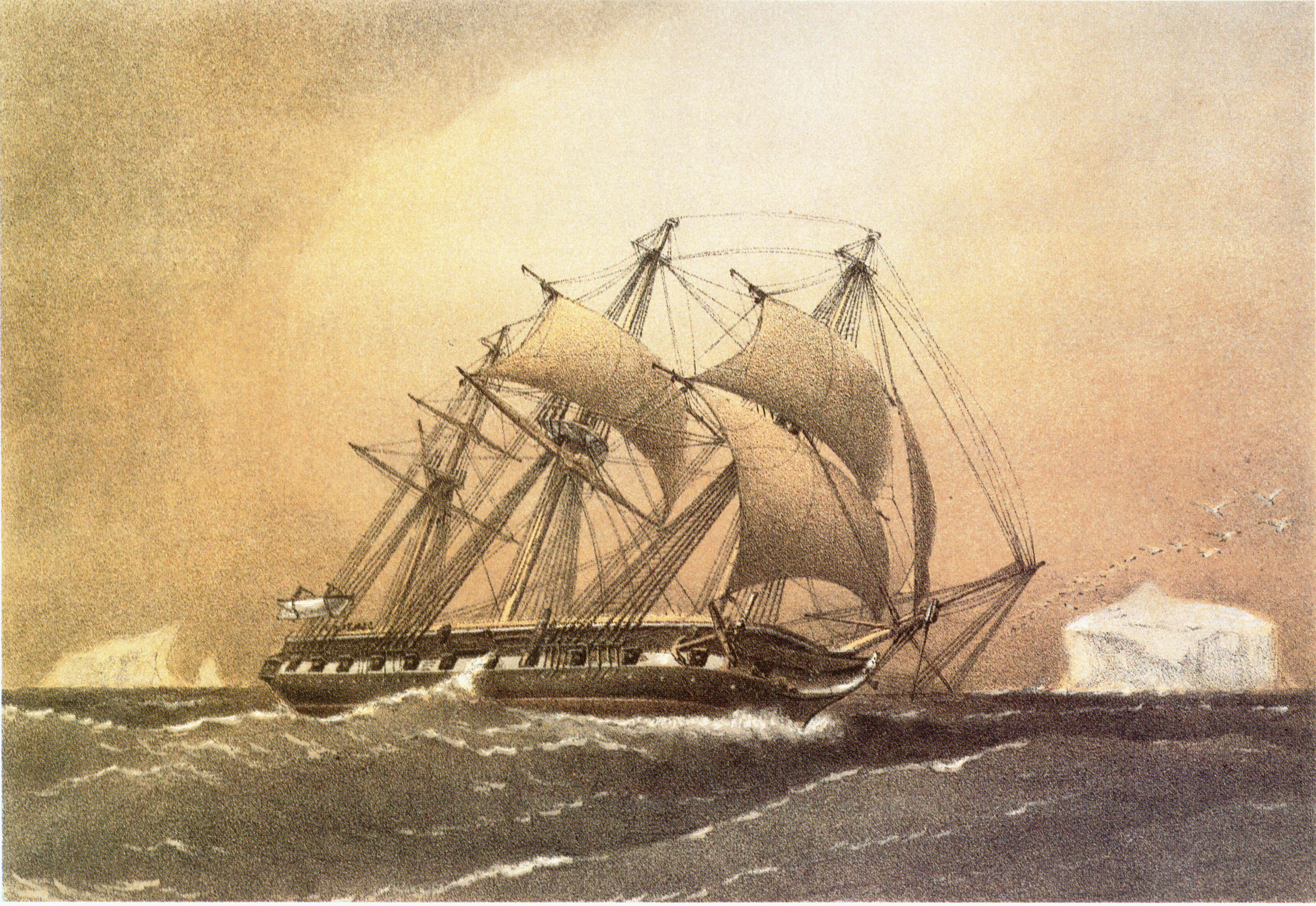
Vue d'artiste du, dont l'équipage aurait découvert des dents de mégalodon datées par erreur entre 11 000 à 24 000 ans.

Le mégalodon est représenté dans de nombreuses œuvres de fiction, notamment dans les films et les romans, et continue d'être un sujet populaire de l'imaginaire entourant les monstres marins. Les rapports faisant état de dents de mégalodon supposément récentes, telles que celles trouvées par le HMS Challenger en 1873 et datées en 1959 par le zoologiste Wladimir Tschernezky comme étant âgées d'environ 11 000 à 24 000 ans, ont contribué à populariser les affirmations sur la survie récente du mégalodon parmi les cryptozoologistes. Ces affirmations furent discréditées et il s'agit probablement de dents qui étaient bien conservées par un épais précipité de croûte minérale de dioxyde de manganèse, et qui avaient donc un taux de décomposition plus faible et conservaient une couleur blanche pendant la fossilisation. La couleur des dents fossiles du mégalodon peut varier du blanc cassé au brun foncé, en passant par le gris et le bleu, et certaines dents fossiles peuvent avoir été redéposées dans une strate plus jeune. Les affirmations selon lesquelles le mégalodon pourrait rester insaisissable dans les profondeurs, à l'instar du requin grande-gueule découvert en 1976, sont peu probables, car les archives fossiles montre que le requin vivait dans les eaux côtières chaudes et ne pourrait probablement pas survivre dans un environnement marin froid et pauvre en nutriments,.
La fiction contemporaine sur la survie du mégalodon dans les temps modernes est lancée par Steve Alten via son roman publiée en 1997 intitulée Meg: A Novel of Deep Terror (en), et ses suites ultérieures. Le mégalodon commence ensuite à figurer dans des films, tels que Shark Attack 3: Megalodon, un direct-to-video sortie en 2002, et plus tard En eaux troubles, un film sortie en 2018 adapté du livre de 1997, qui rapporta plus de 500 millions de dollars au box-office,.
Le documentaire-fiction d'Animal Planet Mermaids: The Body Found (en) montre la rencontre entre un groupe de sirènes et un mégalodon, fixée à une époque datant vers 1,6 million d'années. Plus tard, en août 2013, la Discovery Channel diffuse sa série annuelle de la Shark Week (en) avec un autre film pour la télévision, intitulée Megalodon: The Monster Shark Lives, un documentaire-fiction controversé qui présente de prétendues preuves suggérant l'existence contemporaine du mégalodon. Ce programme fut très critiqué pour être complètement fictif et pour ne pas divulguer de manière adéquate sa nature érronée. Par exemple, tous les scientifiques supposés présentés étaient en fait des acteurs rémunérés, et le documentaire lui-même ne révélait pas qu'il s'agissait d'une fiction. Dans un sondage réalisé par la Discovery Channel, 73 % des téléspectateurs ayant vu le documentaire pensaient que le mégalodon n'était pas éteint. En 2014, la chaine rediffusa The Monster Shark Lives, ainsi qu'un nouveau programme d'une heure, Megalodon: The New Evidence, et un programme supplémentaire romancé intitulé Shark of Darkness: Wrath of Submarine, ce qui entraîna de nouvelles réactions négatives aussi bien de la part des médias comme de la communauté scientifique,,. Malgré les critiques, Megalodon: The Monster Shark Lives a été un énorme succès d'audience, gagnant 4,8 millions de téléspectateurs, étant le plus grand nombre pour tous les épisodes de la Shark Week jusqu'à présent.
Les dents du mégalodon sont reconnues comme fossile d'État (en) de Caroline du Nord.

### Lectures complémentaires
- (en) Kathryn A. Dickson et Jeffrey B. Graham, « Evolution and consequences of endothermy in fishes », Physiological and Biochemical Zoology, vol. 77, no 6,‎ 2004, p. 998-1018 (PMID 15674772, DOI 10.1086/423743, S2CID 40104003, lire en ligne)
- (en) Bretton W. Kent, Fossil Sharks of the Chesapeake Bay Region, Columbia, Egan Rees & Boyer, 1994, 146 p. (ISBN 978-1-881620-01-3, OCLC 918266672, lire en ligne)